# 1,2-Dikloretan
1,2-Dikloretan eller etylendiklorid är en halogenalkan med formeln C2H4Cl2.

## Historia
Ämnet producerades första gången 1794 av fyra holländska vetenskapsmän som kallade sig Gezelschap der Hollandsche Scheikundigen (sällskapet holländska kemister). Gruppen bestod av läkaren Jan Rudolph Deiman, handelsmannen Adriaan Paets van Troostwijk, kemisten Anthoni Lauwerenburg och botanikern Nicolaas Bondt.
Gruppen publicerade sin upptäckt, men genomförde ingen djupare analys av ämnet. I äldre litteratur går ämnet ibland under namnet Dutch oil (holländsk olja).

## Framställning
Ämnet tillverkas idag på samma sätt som sällskapet gjorde i slutet av 1700-talet, genom att blanda etylen (C2H4) med klorgas. Skillnaden är att man idag använder koppar(II)klorid som katalysator.
{\displaystyle {\rm {C_{2}H_{4}+Cl_{2}\rightarrow C_{2}H_{4}Cl_{2}}}}
En annan metod är oxyklorinering med saltsyra.
{\displaystyle {\rm {2\ C_{2}H_{4}+2\ HCl+O_{2}\rightarrow 2\ C_{2}H_{4}Cl_{2}+2\ H_{2}O}}}
Den senare metoden brukar användas i processer där vinylklorid är slutprodukten eftersom man då använder recirkulerad saltsyra.
Det kan också framställas genom klorering av etan eller etanol, men de processerna är olönsamma.

## Användning
Uppskattningsvis 80 % av världsproduktionen av 1,2-dikloretan används för att tillverka vinylklorid. Det används också som opolärt lösningsmedel och för färgborttagning.